# Laccophilus nastus
Laccophilus nastus är en skalbaggsart som beskrevs av Spangler 1966. Laccophilus nastus ingår i släktet Laccophilus och familjen dykare. Inga underarter finns listade i Catalogue of Life.